# Valentín Mariano Castellanos
Valentín Mariano José Castellanos Giménez, auch bekannt als Taty Castellanos, (* 3. Oktober 1998 in Mendoza) ist ein argentinischer Fußballspieler. Er spielt seit dem Sommer 2023 für Lazio Rom in der Serie A.

## Karriere

### Im Verein
Castellanos wurde als Kind in der Fußballschule von Leopoldo Luque in seiner Heimatstadt Mendoza entdeckt. Nach erfolglosen Probetrainings bei River Plate und CA Lanus als 16-Jähriger sah es zwischenzeitlich nicht so aus, als ob er den Absprung in eine Karriere als Profi noch schaffen könnte. Im Alter von 17 Jahren wechselte er dann zu CF Universidad de Chile, wo er am 6. April 2017 in der Copa Sudamericana gegen Corinthians São Paulo zu seinem Profidebüt kam. Da er sich bei den Chilenen nicht durchsetzen konnte und keine weiteren Einsätze in der ersten Mannschaft bekam, wechselte er 2017, zunächst auf Leihbasis, zu Montevideo City Torque nach Uruguay. Dort half er mit acht Toren in elf Spielen den Aufstieg in die Primera División zu sichern. Im Juli 2018 wurde zunächst bekannt gegeben, dass Castellano einen festen Vertrag bei Torque unterschrieben hatte, nur um wenige Wochen später innerhalb der City Football Group an den New York City FC weiterverliehen zu werden. Am 5. August 2018 traf Castellano bei seinem MLS-Debüt zur zwischenzeitlichen 2:1-Führung gegen die Vancouver Whitecaps, das Spiel endete 2:2. In den folgenden Jahren etablierte sich Castellanos als feste Größe im Angriff der New Yorker, wo er bis 2022 in über 100 Spielen der Regular Season 50 Tore erzielen konnte. 2021 war dann seine mit Abstand beste Saison in der MLS: mit 19 Toren in der Regular Season und drei Toren in den Play-Offs hatte er maßgeblichen Anteil am erstmaligen Gewinn der Meisterschaft nach dem Finalsieg im Elfmeterschießen über die Portland Timbers. Zusätzlich gewann er sowohl den Golden Boot als erfolgreichster Torschütze als auch die Nominierung für die MLS Best XI. Im Juli 2022 wurde Castellanos Wechsel nach Europa zum Girona FC bekannt, erneut handelte es sich um ein Leihgeschäft innerhalb der City Football Group. Castellanos’ erste Saison in Europa verlief ausgesprochen erfolgreich: in 35 Ligaspielen konnte er 13 Tore erzielen. Insbesondere seine vier Treffer beim 4:2-Heimsieg gegen Real Madrid am 25. April 2023 erhielten ein weltweites Medienecho. Im Sommer 2023 schließlich verließ Castellano die City Football Group und unterschrieb einen Fünfjahresvertrag bei Lazio Rom. Er ist mit einer geschätzten Ablösesumme von 15 Millionen Euro aktuell (Stand: Dezember 2023) der fünftteuerste Transfer aus der MLS und der teuerste im Jahr 2023. Am 20. August 2023 gab er bei der Auswärtsniederlage gegen US Lecce sein Debüt in der Serie A.

### In der Nationalmannschaft
Castellanos kam im Januar und Februar 2020 für die Olympiaauswahlmannschaft (U-23) Argentiniens beim Qualifikationsturnier für die Spiele in Tokio zum Einsatz. Die argentinische Mannschaft konnte sich erfolgreich für Tokio qualifizieren, nachdem Castellanos alle sechs Spiele absolviert hatte.

## Erfolge

### Titel
- Chilenischer Meister: 2017 (Clausura – ohne Einsatz)
- Uruguayischer Zweitligameister und Aufstieg in die Primera División: 2017
- MLS Cup: 2021

### Individuelle Auszeichnungen
- MLS Best XI: 2021
- Torschützenkönig der MLS: 2021